# Corinna Kuhnle
Corinna Kuhnle (Viena, 4 de juliol de 1987) és una esportista austríaca que va competir en piragüisme en la modalitat d'eslalon, guanyadora de quatre medalles al Campionat Mundial de Piragüisme en Eslalon entre els anys 2005 i 2014, i tres medalles al Campionat Europeu de Piragüisme en Eslalon entre els anys 2005 i 2011.

## Palmarès internacional
| Campionat Mundial | Campionat Mundial          | Campionat Mundial | Campionat Mundial |
| Any               | Lloc                       | Medalla           | Competició        |
| ----------------- | -------------------------- | ----------------- | ----------------- |
| 2005              | Penrith ( Austràlia)       | 3                 | K1 per equips     |
| 2010              | Ljubljana ( Eslovènia)     | 1                 | K1 individual     |
| 2011              | Bratislava ( Eslovàquia)   | 1                 | K1 individual     |
| 2014              | Deep Creek ( Estats Units) | 2                 | K1 per equips     |
| Campionat Europeu |                            |                   |                   |
| Any               | Lloc                       | Medalla           | Competició        |
| 2005              | Tacen ( Eslovènia)         | 3                 | K1 per equips     |
| 2010              | Bratislava ( Eslovàquia)   | 2                 | K1 individual     |
| 2011              | Seu d'Urgell ( Espanya)    | 2                 | K1 per equips     |